# El elixir de la vida
El elixir de la vida es una historieta del dibujante de historietas español Francisco Ibáñez perteneciente a la serie Mortadelo y Filemón. 

## Sinopsis
El profesor Von Nassen se ha fugado de la prisión y ha inventado un elixir que proporciona vida a los objetos. Von Nassen aprovechará su invento para llevar a cabo planes malvados y Mortadelo y Filemón deberán detenerlo.